# Egidolfo
Egidolfo (IX secolo – IX secolo) è stato un vescovo longobardo.
È stato vescovo di Asti nel IX secolo.

## Biografia
L'unica notizia certa di Egidolfo, è la sua partecipazione al sinodo di Milano dell'876 indetto dall'arcivescovo Tadone.